# 上街站
上街站位于河南省郑州市上街区，有陇海铁路、小关矿山铁路经过。该站作为上街铝工业区的配套工程建于1956年，1958年建成工业站，之后又历经数次扩建，目前为二等站。
目前车站不办理客运业务，货运办理整车、零担货物发到；不办理堆装及罐装危险货物到达。车站设有通往河南宏基煤业和中国铝业股份有限公司河南分公司的专用线共25条，货运主要以铝业公司运输为主。

## 概要
上街站于1956年10月建成启用，当年12月1日车站站场复线化工程竣工投用，设有5.5条股道。1958年工业站建成后在本站场增建2条交接线。1973年至1974年为适应工业站不断增长的运输需要，在本站新增11、13、15三条交接线暨存车线。1978年车站试行电气其中，同时新信号楼投入使用。1985年车站第三次扩建后实现全面电气化。
目前车站站房面积395平方米。站场设有11.5条股道，2座总面积1300平方米的旅客站台。货物区设有2座总面积3336平方米的货物站台和3836平方米的车站货场。

### 工业站
上街工业站位于既有站场以西，于1958年动工建设，1959年开通。最初站内设有6条股道和1条通往上街站的联络线。之后车站在二期、三期扩建工程后站场规模分别达到8条和11条，之后三期配套工程又增建4条股道，使站内股道数目达到15条。1983年车站至上街站区间新增一条联络线。
上街工业站西侧与小关矿铁路接轨，东侧接入中国长城铝业公司厂区铁路，内共有25条线路。此外还设有数条机车煤水线、牵出线、岔线、物资线、材料线、机库线、轨道车线等设施

### 矿山铁路
矿山铁路由上街工业站至小关矿山，全长23.5公里，主要为长城铝业运送生产用矿石原料，同时也为地方企业运送煤炭、石料、粘土等物资。矿山铁路于1958年11月开工，1959年10月建成通车。1963年长城铝业将既有枕木更换为水泥枕，并新建新中避难线；1967年新建米河站作列车避让用；1970年将专用线6千米的弯道半径由300米增加至500米；1974年新中煤矿（现宏基煤业）投资建设新中避让站至煤矿、长1.5千米的支线。